# شرکت سرمایه‌گذاری ویتنام
شرکت سرمایه‌گذاری ویتنام (انگلیسی: Vietnam Enterprise Investments) شرکت سرمایه‌گذاری بریتانیایی است، که در سال ۱۹۹۵ تأسیس شد. 